# Świat Młodych

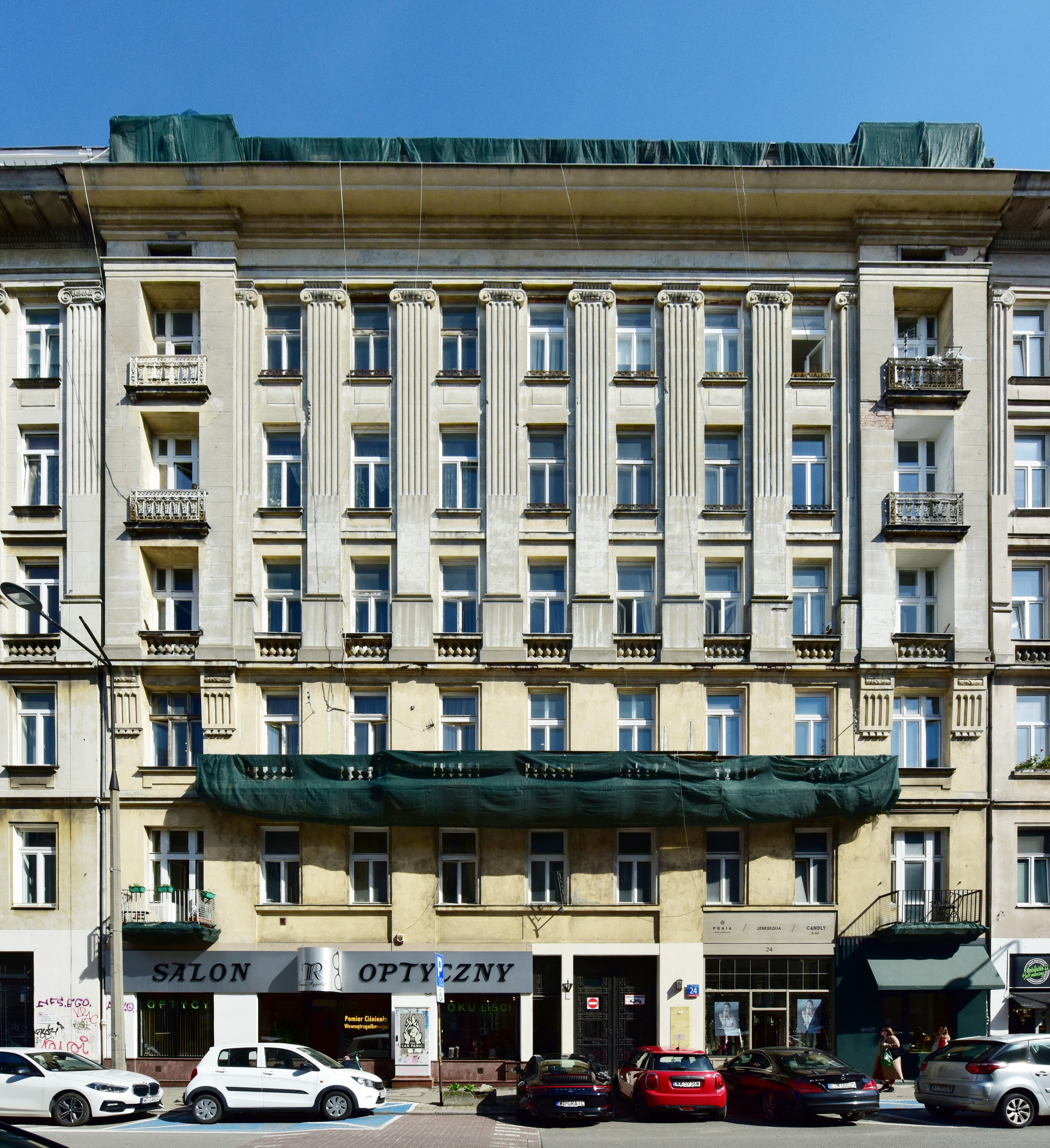
Kamienica Bronisława Kryształa w Warszawie, w której mieściła się pierwsza siedziba redakcji

„Świat Młodych” – polskie czasopismo dla młodzieży wydawane w latach 1949–1993 w Warszawie, utworzone z połączenia tygodnika „Świat Przygód” i dwutygodnika „Na Tropie”.

## Historia
Pierwszym redaktorem nowo powstałego „Świata Młodych” (podtytuł: pismo młodzieży harcerskiej i szkolnej) został Wojciech Krasucki, późniejszy publicysta ekonomiczny. Do 1954 r. „Świat Młodych” był tygodnikiem; od nr 34 ukazywał się 2 razy w tygodniu.
Pierwsza siedziba redakcji mieściła się w kamienicy Bronisława Kryształa przy ul. Mokotowskiej 24 w Warszawie. Redakcja zajmowała dwa naprzeciwległe mieszkania na piątym piętrze budynku.
W czasopiśmie pracowali m.in. Wanda Chotomska (w latach 1949–1951 oraz 1955–1971), Miron Białoszewski, Krystyna Garwolińska, Grzegorz Lasota, Maciej Zimiński i Maria Rzemieniecka. Od października 1956 do 1968 redaktorem naczelnym był pisarz dla dzieci i młodzieży Janusz Domagalik, a od 1970 został nim Jerzy Majka.
W 1974 pismo zmieniło podtytuł na „Harcerska Gazeta Nastolatków”, w tym też roku otrzymało kolorową szatę graficzną i zaczęło ukazywać się 3 razy w tygodniu: wtorek, czwartek i sobotę. Podniesiono również nakład z 280 do 410 tys. egz. Wydanie wtorkowe (niebieskie logo) poświęcone było nauce i technice, wydanie czwartkowe (logo zielone) – przyrodzie i motoryzacji, wydanie sobotnie (logo czerwone) – muzyce. W latach 1978–1988 pracowała w redakcji jako dziennikarka Hanna Mierzejewska, późniejsza posłanka Prawa i Sprawiedliwości. W 1981 redaktorem naczelnym został Stanisław Borowiecki, od 1990 był nim Jan Orgelbrand. Ostatni numer nr 31/32 ukazał się 7 sierpnia 1993 (katalogi Zakł. Nar. im. Ossolińskich rejestrują jako ostatni nr 31/32(5061)).
Część artykułów była poświęcona ruchowi harcerskiemu i zuchowemu (informacje o zlotach, sprawnościach, teksty piosenek i chwyty gitarowe itp.). Zawierała także część popularnonaukową, część sportową, a na ostatniej stronie komiks. Na łamach „Świata Młodych” debiutowała Wanda Chotomska (opowiadanie 5 minut przed szczęśliwym końcem, 1949 nr 18), Janusz Domagalik (opowiadanie Nasza „Szturmowa”, 1950 nr 36–38) i in. W „Świecie Młodych” swój pierwodruk miała kilkakrotnie wznawiana powieść Domagalika Koniec wakacji (tytuł pierwotny: Skarb, 1961 nr 96–104, 1962 nr 1–16). Od pierwszego numeru pracował w „Świecie Młodych” Henryk Jerzy Chmielewski, choć pierwsze komiksy mógł ogłosić dopiero w 1957. Pierwodruki jego komiksów z cyklu Tytus, Romek i A’Tomek systematycznie ukazywały się na ostatniej stronie pisma; późniejsze wydania książkowe są już nieco inne – były rysowane ponownie. W 1974 ukazał się pierwszy komiks Szarloty Pawel z cyklu Kleks. W 1975 rozpoczęli współpracę Janusz Christa i Tadeusz Baranowski. Pierwszym komiksem J. Christy w „Świecie Młodych” była Szkoła latania z cyklu Kajko i Kokosz. W późniejszych latach ukazywały się m.in. komiksy Grzegorza Rosińskiego (Jan – przybysz znikąd, późniejsze przedruki pt. Yans – przybysz z przyszłości) i Tadeusza Raczkiewicza (m.in. oparte na powieściach Juliusza Verne’a).